# 아가리야시키역
아가리야시키역(일본어: 上り屋敷駅 あがりやしきえき[*])은 일본 도쿄도 도시마구에 위치했던 세이부 철도 이케부쿠로 선의 철도역이었다. 지금의 이케부쿠로역과 시나마치 역사이에 위치해 있었으며, 동일본 여객철도 야마노테 선의 메지로역과 도보 환승이 가능했다. 1929년 5월 25일 개업했으며, 1945년 2월 3일에 제2차 세계대전 중 전세가 악화되자 영업을 중단하였다. 전쟁이 끝나고 영업을 재개했지만, 1953년 1월 15일에 폐역이 되었다.

## 역사
- 1929년 5월 25일 : 영업 개시
- 1945년 2월 3일 : 제2차 세계대전 중 전세 악화로 영업 중단
- 1953년 1월 15일 : 폐역.